# Véloroute Vallée de Somme
De Véloroute Vallée de Somme is een langeafstandsfietsroute in Frankrijk. De route volgt het dal van de Somme in het gelijknamig departement. Delen van de route gaan langs het Sommekanaal. De route komt uit bij de Sommebaai. Het traject is bewegwijzerd in twee richtingen.

## Traject
De route volgt het dal van de Somme en start in Tergnier. Langs de route zijn veel natuurgebieden, maar ook sporen uit de Eerste Wereldoorlog, met name van de Slag aan de Somme.
De Notre-Dame van Amiens staat op de Werelderfgoedlijst. Uiteindelijk eindigt de route aan de baai van de Somme bij Het Kanaal.

## Aansluitingen met Europese routes
- In Tergnier sluit de route aan op de EuroVelo EV3 Pelgrimsroute.
- In Saint-Valery-sur-Somme sluit de route aan op de EuroVelo EV4 Midden-Europaroute.

## Aansluitingen met andere (regionale) routes
- In Tergnier sluit de route aan op La Scandibérique.
- In Saint-Vallery-sur-Somme sluit de route aan op La Vélomaritime